# Lake Matheson
Der Lake Matheson ist ein kleiner See nahe der Westküste der Südinsel Neuseelands. Er ist berühmt dafür, dass von Nordwesten gesehen sich Aoraki/Mount Cook und Mount Tasman auf der Wasseroberfläche spiegeln.

## Geographie
Der See ist ein Teil des Westland Tai-Poutini National Parks und liegt wenige Kilometer nordwestlich des Fox-Gletschers. Der See ist lediglich 600 m lang und 200 m breit. Der See wird über den Clearwater River in den Fox River und weiter in die Tasmansee entwässert. Von der Küste ist der See weniger als zehn Kilometer entfernt.

## Entstehung
Lake Matheson entstand vor ca. 14000 Jahren nach dem letzten Vorstoß des Fox-Gletschers. Der Rückzug des Gletschers hinterließ eine Senke, die sich mit Wasser füllte.

## Sonstiges
Das Wasser des Sees ist durch den Eintrag organischer Materialien aus dem umliegenden Waldgebiet braun gefärbt. Durch seine längliche Grundform und die bewaldeten Ufer ist das Wasser häufig spiegelglatt, so dass sich gerade in den Morgen- und Abendstunden die Reflexionen der südöstlich liegenden Berge zeigen. Ein Wanderweg führt vom nahen Parkplatz aus um den See.

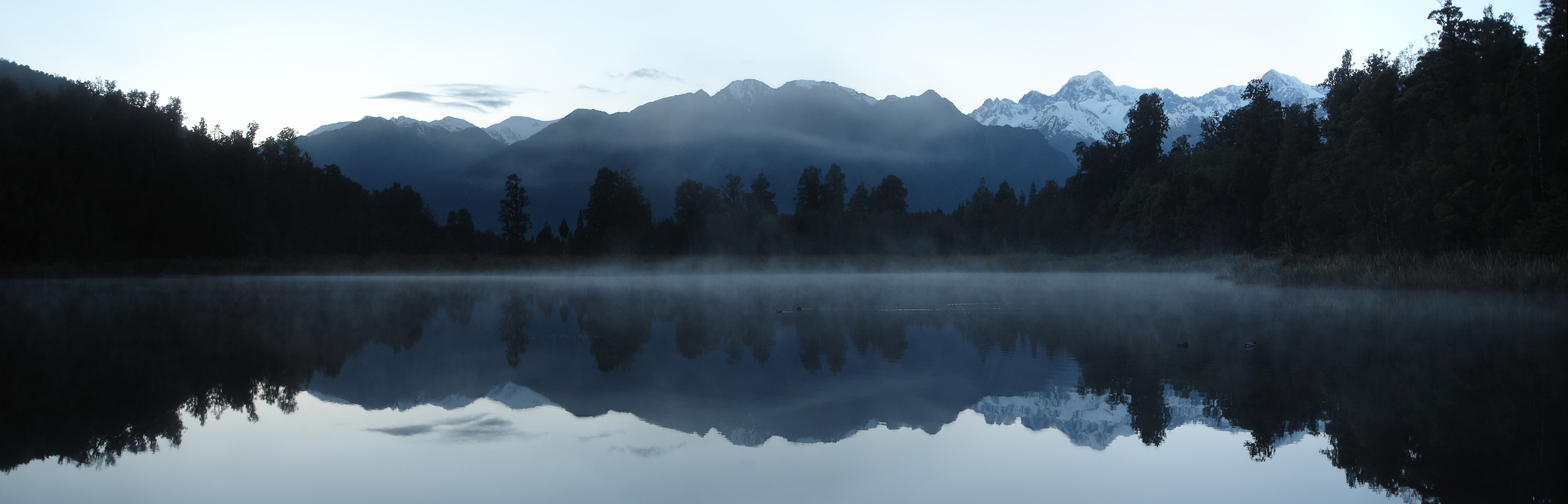
Lake Matheson kurz vor Sonnenaufgang